# Литва на пісенному конкурсі Євробачення
Литва бере участь у Пісенному конкурсі «Євробачення» з 1994 року. Першим представником країни на конкурсі став Овідіюс Вішняускас, який зайняв останнє, 25-е місце з піснею «Lopšine mylimai» та не отримав жодного балу. Найкращим результатом Литви вважається 6-е місце, яке здобув гурт LT United з піснею «We Are the Winners» у 2006 році.

## Історія участі

### 1990-ті
Литва дебютувала на Пісенному конкурсі «Євробачення» у 1994 році. Першим, хто представляв країну на конкурсі, став Овідіюс Вішняускас, який зайняв останнє, 25-е місце з піснею «Lopšine mylimai» та не отримав жодного балу.
Після чотирьох років відсутності Литва повернулася на конкурс у 1999 році. Тоді країну предсталяла Aistė з піснею «Strazdas» та посіла 20-е місце з 13 балами.

### 2001–2009
У 2001 році гурт Skamp зайняв 13-е місце з англомовною піснею «You Got Style» та отримав 35 балів. Однак у 2002 році Айварас посів передостаннє, 23-є місце з піснею «Happy You», отримавши 12 балів.
У 2004 році ЄМС запровадила півфінальний раунд, щоб контролювати кількість країн, які щороку беруть участь у Євробаченні. У півфіналі конкурсу 2004 року дует Linas ir Simona отримав 26 балів з піснею «What's Happened to Your Love» та не пройшов до фіналу, фінішувавши 16-им (з 22 країн).
У 2005 році гурт Laura and the Lovers зайняв останнє, 25-е місце у півфіналі з піснею «Little by Little» та здобув найгірший результат Литви на Євробаченні.
У 2006 році гурт LT United посів 5-е місце у півфіналі з піснею «We Are the Winners», що стало першим виступом Литви у фіналі з 2002 року. У фіналі гурт виступив під номером 14 та зайняв 6-е місце зі 162 балами. На сьогодні це найкращий результат країни на конкурсі.
Потрапивши до першої десятки минулого року, Литва автоматично виступала у фіналі конкурсу 2007 року, де гурт 4Fun з  піснею «Love or Leave» посів 21-е місце та отримав 28 балів.
У 2008 році Яронімас Мілюс не потрапив до фіналу та посів 16-е місце у другому півфіналі з піснею «Nomads in the Night».
Литва погрожувала бойкотувати конкурс 2009 року, «якщо Росія продовжуватиме демонструвати силу та ігноруватиме міжнародне право».  Заява була зроблена у відповідь на дії Росії у війні в Південній Осетії в 2008 році. Міністр культури Йонас Ючас заявив, що поки зарано говорити про бойкот, оскільки «спонтанні рішення можуть ускладнити зусилля дипломатів» і таким чином погіршити ситуацію. У другому півфіналі Євробачення 2009 Саша Сон з піснею «Love» зайняв 9-е місце з 66 балами та пройшов до фіналу, де фінішував 23-ім.

### 2010–2019
У грудні 2009 року телекомпанія LRT оголосила, що через брак необхідних коштів Литва офіційно відмовиться від участі у Євробаченні 2010. Проте, якщо знайдуться необхідні кошти у розмірі 300 000 литів (€90 000), мовник оголосив, що спробує продовжити участь країни. Зрештою приватна компанія TEO LT надала необхідне фінансування, і Литва взяла участь у конкурсі в Осло. Гурт InCulto з піснею «Eastern European Funk» посів 12-е місце у другому півфіналі та отримав 44 бали, тим самим не пройшовши до фіналу.
У 2011 році представницею Литви була обрана Евеліна Сашенко з піснею «C'est ma vie». Вона зайняла 5-е місце у першому півфіналі та отримала 81 бал, однак у фіналі співачка фінішувала 19-ою з 63 очками.
У 2012 році Донні Монтелл з піснею «Love Is Blind» посів 3-є місце зі 104 балами у другому півфіналі, що є найкращим результатом для Литви у півфіналі на сьогодні. У фіналі співак посів 14-е місце та отримав 70 балів.
У 2013 році Андрюс Появіс фінішував 22-им з піснею «Something» та отримав 17 балів.
У другому півфіналі конкурсу 2014 року Вілія Матачюнайте з піснею «Attention» посіла 11-е місце з 36 балами та не пройшла до фіналу.
У 2015 році Моніка Лінкіте та Вайдас Бауміла представляли країну з піснею «This Time». Дует зміг пройти до фіналу, посівши 18-е місце з 30 очками.
У 2016 році Донні Монтелл вдруге представляв Литву на Євробаченні. Він зайняв 9-е місце з піснею «I've Been Waiting for This Night» та отримав 200 балів.
Однак у 2017 році гурт Fusedmarc з піснею «Rain Of Revolution» не потрапив до фіналу, фінішувавши 17-им із 42 балами у другому півфіналі.
У 2018 році Єва Засімаускайте посліа 12-е місце з піснею «When We’re Old» та отримала 181 бал у фіналі.
У 2019 році Юріюс Векленко представляв Литву з піснею «Run with the Lions». У другому півфіналі він посів 11-е місце з 93 балами та не пройшов до фіналу, лише на 1 бал відстаючи від Данії.

### 2020–2024
Представником Литви на Євробаченні 2020 мав стати гурт The Roop з піснею «On Fire», однак через пандемію COVID-19 конкурс скасували. Гурт зрештою представив країну в 2021 році з піснею «Discoteque» та зайняв 8-е місце, отримавши 220 балів.
У 2022 році Моніка Лю посіла 14-е місце у фіналі з литовськомовною піснею «Sentimentai».
У 2023 році Моніка Лінкіте вдруге представляла Литву з піснею «Stay». У фіналі вона фінішувала 11-ою та отримала 127 балів.
У 2024 році телекомпанія LRT організувала новий національний відбір «Eurovizija.LT», у якому переміг Silvester Belt з піснею «Luktelk». У першому півфіналі конкурсу в Мальме він посів 4-е місце зі 119 балами. У фіналі співак зайняв 14-е місце та отримав 90 балів.

## Учасники Євробачення від Литви
Умовні позначення
     Переможець
     Друге місце
     Третє місце
     Четверте місце
     П'яте місце
     Останнє місце
     Автоматичний фіналіст
     Не пройшла до фіналу
     Участь скасовано
     Не брала участі
| Рік                               | Місце проведення | Виконавець           | Пісня                              | Мова                   | Переклад                       | Фінал                            | Фінал                            | Півфінал                         | Півфінал                         |
| Рік                               | Місце проведення | Виконавець           | Пісня                              | Мова                   | Переклад                       | Місце                            | Бали                             | Місце                            | Бали                             |
| --------------------------------- | ---------------- | -------------------- | ---------------------------------- | ---------------------- | ------------------------------ | -------------------------------- | -------------------------------- | -------------------------------- | -------------------------------- |
| 1994                              | Дублін           | Овідіюс Вішняускас   | «Lopšine mylimai»                  | литовська              | Колискова для коханої          | 25-е                             | 0                                | Без півфіналів                   | Без півфіналів                   |
| Не брала участь у 1995-1998 роках |                  |                      |                                    |                        |                                |                                  |                                  | Без півфіналів                   | Без півфіналів                   |
| 1999                              | Єрусалим         | Aistė                | «Strazdas»                         | жмудська               | Дрізд співочий                 | 20-е                             | 13                               | Без півфіналів                   | Без півфіналів                   |
| 2000                              | Стокгольм        | Не брала участь      | Не брала участь                    | Не брала участь        | Не брала участь                | Не брала участь                  | Не брала участь                  | Без півфіналів                   | Без півфіналів                   |
| 2001                              | Копенгаген       | Skamp                | «You Got Style»                    | англійська, литовська  | Ти маєш стиль                  | 13-е                             | 35                               | Без півфіналів                   | Без півфіналів                   |
| 2002                              | Таллінн          | Айварас              | «Happy You»                        | англійська             | Щаслива ти                     | 23-є                             | 12                               | Без півфіналів                   | Без півфіналів                   |
| 2003                              | Рига             | Не брала участь      | Не брала участь                    | Не брала участь        | Не брала участь                | Не брала участь                  | Не брала участь                  | Без півфіналів                   | Без півфіналів                   |
| 2004                              | Стамбул          | Linas ir Simona      | «What's Happened to Your Love»     | англійська             | Що трапилося з твоїм коханням? | Не вдалося кваліфікуватися       | Не вдалося кваліфікуватися       | 16-е                             | 26                               |
| 2005                              | Київ             | Laura and the Lovers | «Little by Little»                 | англійська             | Мало-помалу                    | Не вдалося кваліфікуватися       | Не вдалося кваліфікуватися       | 25-е                             | 17                               |
| 2006                              | Афіни            | LT United            | «We Are the Winners»               | англійська, французька | Ми – переможці                 | 6-е                              | 162                              | 5-е                              | 163                              |
| 2007                              | Гельсінкі        | 4Fun                 | «Love or Leave»                    | англійська             | Люби або залиш                 | 21-е                             | 28                               | Топ-10 у минулому році           | Топ-10 у минулому році           |
| 2008                              | Белград          | Яронімас Мілюс       | «Nomads in the Night»              | англійська             | Кочовики в ночі                | Не вдалося кваліфікуватися       | Не вдалося кваліфікуватися       | 16-е                             | 30                               |
| 2009                              | Москва           | Саша Сон             | «Love»                             | англійська, російська  | Кохання                        | 23-є                             | 23                               | 9-е                              | 66                               |
| 2010                              | Осло             | InCulto              | «East European Funk»               | англійська             | Східноєвропейський фанк        | Не вдалося кваліфікуватися       | Не вдалося кваліфікуватися       | 12-е                             | 44                               |
| 2011                              | Дюссельдорф      | Евеліна Сашенко      | «C'est ma vie»                     | англійська, французька | Це моє життя                   | 19-е                             | 63                               | 5-е                              | 81                               |
| 2012                              | Баку             | Донні Монтелл        | «Love Is Blind»                    | англійська             | Любов сліпа                    | 14-е                             | 70                               | 3-є                              | 104                              |
| 2013                              | Мальме           | Андрюс Появіс        | «Something»                        | англійська             | Щось                           | 22-е                             | 17                               | 9-е                              | 53                               |
| 2014                              | Копенгаген       | Вілія Матачюнайте    | «Attention»                        | англійська             | Увага                          | Не вдалося кваліфікуватися       | Не вдалося кваліфікуватися       | 11-е                             | 36                               |
| 2015                              | Відень           | Моніка та Вайдас     | «This Time»                        | англійська             | Цього разу                     | 18-е                             | 30                               | 7-е                              | 67                               |
| 2016                              | Стокгольм        | Донні Монтелл        | «I've Been Waiting for This Night» | англійська             | Я чекав цієї ночі              | 9-е                              | 200                              | 4-е                              | 222                              |
| 2017                              | Київ             | Fusedmarc            | «Rain Of Revolution»               | англійська             | Революційний дощ               | Не вдалося кваліфікуватися       | Не вдалося кваліфікуватися       | 17-е                             | 42                               |
| 2018                              | Лісабон          | Єва Засімаускайте    | «When We're Old»                   | англійська, литовська  | Коли ми постаріємо             | 12-е                             | 181                              | 9-е                              | 119                              |
| 2019                              | Тель-Авів        | Юріюс Векленко       | «Run with the Lions»               | англійська             | Біжи з левами                  | Не вдалося кваліфікуватися       | Не вдалося кваліфікуватися       | 11-е                             | 93                               |
| 2020                              | Роттердам        | The Roop             | «On Fire»                          | англійська             | У вогні                        | Конкурс скасовано через COVID-19 | Конкурс скасовано через COVID-19 | Конкурс скасовано через COVID-19 | Конкурс скасовано через COVID-19 |
| 2021                              | Роттердам        | The Roop             | «Discoteque»                       | англійська             | Дискотека                      | 8-е                              | 220                              | 4-е                              | 203                              |
| 2022                              | Турин            | Моніка Лю            | «Sentimentai»                      | литовська              | Почуття                        | 14-е                             | 128                              | 7-е                              | 159                              |
| 2023                              | Ліверпуль        | Моніка Лінкіте       | «Stay»                             | англійська             | Залишся                        | 11-е                             | 127                              | 4-е                              | 110                              |
| 2024                              | Мальме           | Silvester Belt       | «Luktelk»                          | литовська              | Зачекай                        | 14-е                             | 90                               | 4-е                              | 119                              |
| 2025                              | Базель           | Katarsis             | «Tavo akys»                        | литовська              | Ваші очі                       | 16-е                             | 96                               | 6-е                              | 103                              |

## Пісні за мовою
| Пісні | Мова       | Роки                        |
| ----- | ---------- | --------------------------- |
| 21    | Англійська | 2001–2002, 2004–2021, 2023  |
| 6     | Литовська  | 1994, 2001, 2018, 2022–2025 |
| 1     | Жмудська   | 1999                        |
| 1     | Французька | 2006, 2011                  |
| 1     | Російська  | 2009                        |

## Нагороди

### Премія Барбари Декс
| Рік  | Виконавець        | Пісня       | Місце           | Бали | Місто проведення | Прим.  |
| ---- | ----------------- | ----------- | --------------- | ---- | ---------------- | ------ |
| 2014 | Вілія Матачюнайте | «Attention» | 11-е (півфінал) | 36   | Копенгаген       | [ 16 ] |

### Переможці від OGAE
| Рік  | Пісня     | Виконавець | Місце             | Бали              | Місто проведення | Прим.  |
| ---- | --------- | ---------- | ----------------- | ----------------- | ---------------- | ------ |
| 2020 | «On Fire» | The Roop   | Конкурс скасовано | Конкурс скасовано | Роттердам        | [ 17 ] |

## Пов'язана участь

### Глави делегації
Кожен мовник, який бере участь у Пісенному конкурсі «Євробачення», призначає голову делегації як контактну особу ЄМС та голову своєї делегації на заході. До складу делегації, чиї розміри можуть сильно відрізнятися, входять керівник преси, виконавці, автори пісень, композитори, бек-вокалісти тощо.
| Рік       | Глава делегації    | Прим.         |
| --------- | ------------------ | ------------- |
| 1994      | Ірена Діджулене    | [ 19 ]        |
| 1999–2001 | Неріюс Малюкявічюс | [ 20 ] [ 21 ] |
| 2002–2009 | Йонас Вілімас      | [ 22 ] [ 23 ] |
| 2010–нині | Аудрюс Гіржадас    | [ 24 ] [ 25 ] |

| Рік       | Глава преси         | Прим.  |
| --------- | ------------------- | ------ |
| 2015–2018 | Віргінія Буневічуте | [ 26 ] |
| 2019–2023 | Ліна Пацкочімайте   | [ 27 ] |
| 2024      | Кароліна Дріготайте | [ 28 ] |

### Коментатори та речники
| Рік  | Коментатори                         | Речники               |
| ---- | ----------------------------------- | --------------------- |
| 1994 | Невідомо                            | Гітана Лапінскайте    |
| 1995 | Не транслювали                      | Не брали участь       |
| 1996 | Невідомо                            | Не брали участь       |
| 1997 | Не транслювали                      | Не брали участь       |
| 1998 | Невідомо                            | Не брали участь       |
| 1999 | Невідомо                            | Андрюс Тапінас        |
| 2000 | Рамунас Чесоніс та Вілія Григоніте  | Не брали участь       |
| 2001 | Даріус Ужкурайтіс                   | Лорета Тарозайте      |
| 2002 | Даріус Ужкурайтіс                   | Лорета Тарозайте      |
| 2003 | Даріус Ужкурайтіс                   | Не брали участь       |
| 2004 | Даріус Ужкурайтіс                   | Роландас Вількончюс   |
| 2005 | Даріус Ужкурайтіс                   | Роландас Вількончюс   |
| 2006 | Даріус Ужкурайтіс                   | Лавія Шурнайте        |
| 2007 | Даріус Ужкурайтіс                   | Лавія Шурнайте        |
| 2008 | Даріус Ужкурайтіс                   | Роландас Вількончюс   |
| 2009 | Даріус Ужкурайтіс                   | Ігнас Крупавичюс      |
| 2010 | Даріус Ужкурайтіс                   | Ґедрюс Масальскіс     |
| 2011 | Даріус Ужкурайтіс                   | Ґедрюс Масальскіс     |
| 2012 | Даріус Ужкурайтіс                   | Ігнас Крупавичюс      |
| 2013 | Даріус Ужкурайтіс                   | Ігнас Крупавичюс      |
| 2014 | Даріус Ужкурайтіс                   | Ігнас Крупавичюс      |
| 2015 | Даріус Ужкурайтіс                   | Угне Галадаускайте    |
| 2016 | Даріус Ужкурайтіс                   | Угне Галадаускайте    |
| 2017 | Даріус Ужкурайтіс та Герута Гринюте | Егле Даугелайте       |
| 2018 | Даріус Ужкурайтіс та Герута Гринюте | Егле Даугелайте       |
| 2019 | Даріус Ужкурайтіс та Герута Гринюте | Ґедрюс Масальскіс     |
| 2021 | Рамунас Зільніс                     | Андрюс Мамонтовас     |
| 2022 | Рамунас Зільніс                     | Вайдотас Валіукевічус |
| 2023 | Рамунас Зільніс                     | Моніка Лю             |
| 2024 | Рамунас Зільніс                     | Моніка Лінкіте        |

#### Інші шоу
| Шоу                                | Коментатор(и)       | Прим.  |
| ---------------------------------- | ------------------- | ------ |
| Congratulations (Євробачення)      | Роландас Вількончюс |        |
| Євробачення: Європо, запали світло | Рамунас Зільніс     | [ 29 ] |

### Сценічні режисери
| Рік  | Сценічні режисери                    | Прим.  |
| ---- | ------------------------------------ | ------ |
| 1999 | Ірена Моркявічене                    | [ 30 ] |
| 2006 | Донатас Ульвідас                     | [ 31 ] |
| 2008 | Далюс Абаріс та Вітаутас Дамбраускас | [ 32 ] |
| 2016 | Саша Жан-Батист                      | [ 33 ] |
| 2017 | Повілас Варвуоліс                    | [ 34 ] |
| 2018 | Повілас Варвуоліс та Раса Мікачієне  | [ 35 ] |
| 2019 | Повілас Варвуоліс                    | [ 36 ] |
| 2021 | Повілас Варвуоліс                    | [ 37 ] |
| 2022 | Повілас Варвуоліс                    | [ 38 ] |
| 2023 | Повілас Варвуоліс                    | [ 39 ] |
| 2024 | Повілас Варвуоліс та Норвідас Геніс  | [ 40 ] |

### Костюмери
| Рік  | Костюмер                                     | Прим.  |
| ---- | -------------------------------------------- | ------ |
| 1999 | Юозас Статкявичюс                            | [ 41 ] |
| 2001 | Дайва Урбонавічюте                           | [ 42 ] |
| 2007 | Александрас Погребнойус та Віда Сіманавічюте | [ 43 ] |
| 2012 | Егідіюс Сідарас                              | [ 44 ] |
| 2014 | Ольга Філатова-Контрімєне                    | [ 45 ] |
| 2015 | Крістіна Калінаускайте і Андрюс Сергєєнко    | [ 46 ] |
| 2016 | Маріус Станявічюс                            | [ 47 ] |
| 2017 | Сандра Юшка                                  | [ 48 ] |
| 2018 | Віда Страсевічюте та Томас Бара              | [ 49 ] |
| 2021 | Глорія Ґзімалайте                            | [ 50 ] |
| 2022 | Моніка Казакявичюте-Кріщюнене                | [ 51 ] |
| 2023 | Омар Баюмі                                   | [ 52 ] |
| 2024 | Вайнотас Якштас                              | [ 53 ] |

### Диригенти
Томас Лейбурас був єдиним литовським диригентом на Євробаченні у 1994 році.

## Галерея

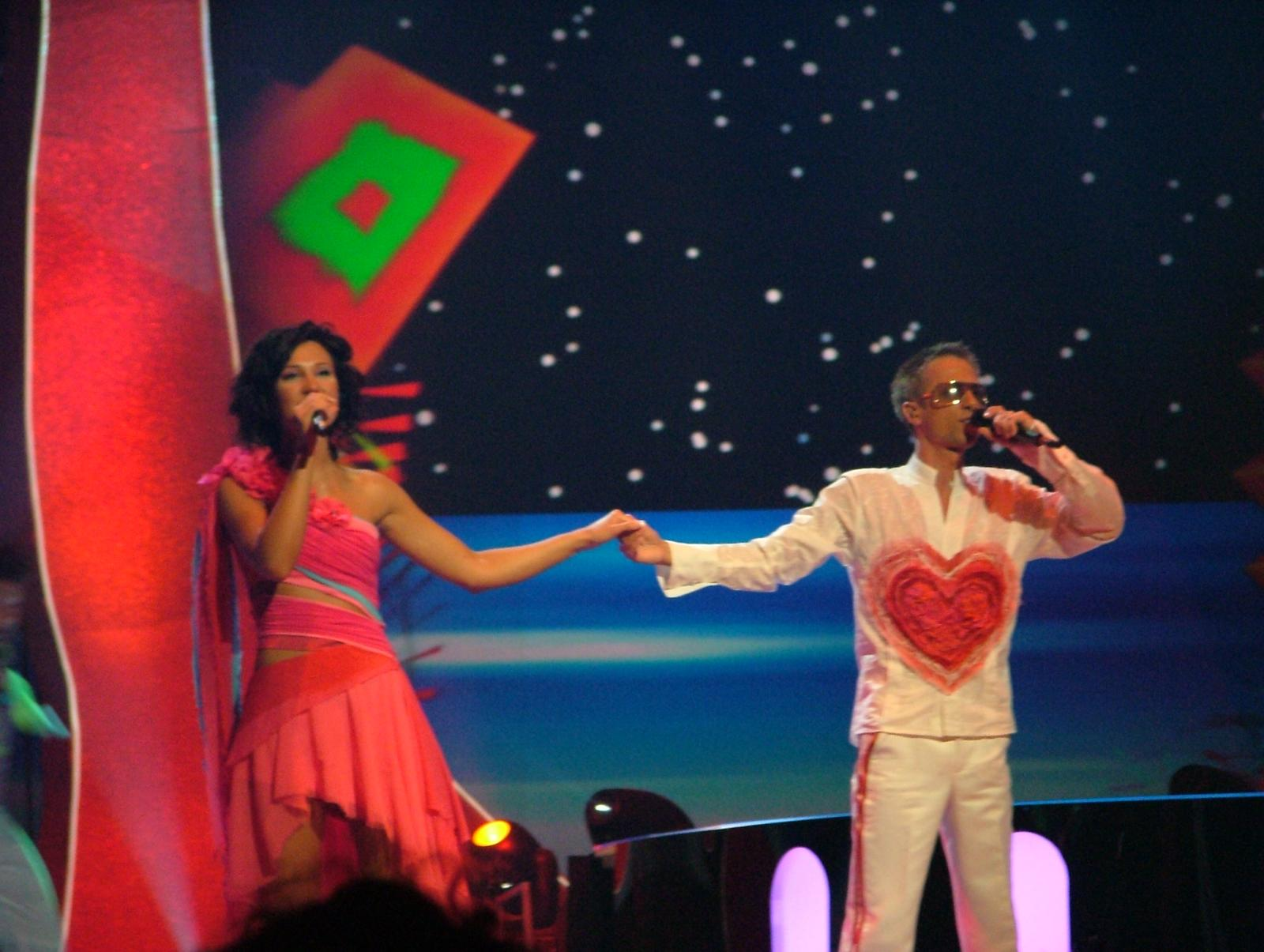
Linas ir Simona у Стамбулі (2004)
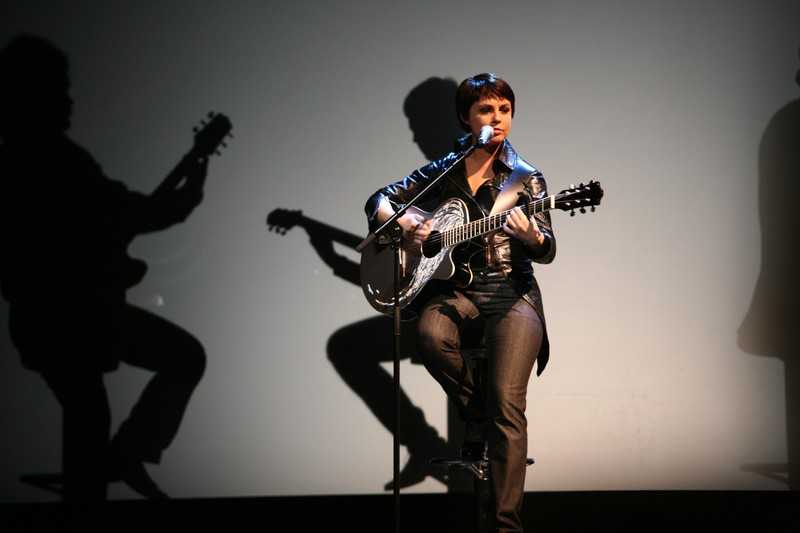
4Fun у Гельсінкі (2007)
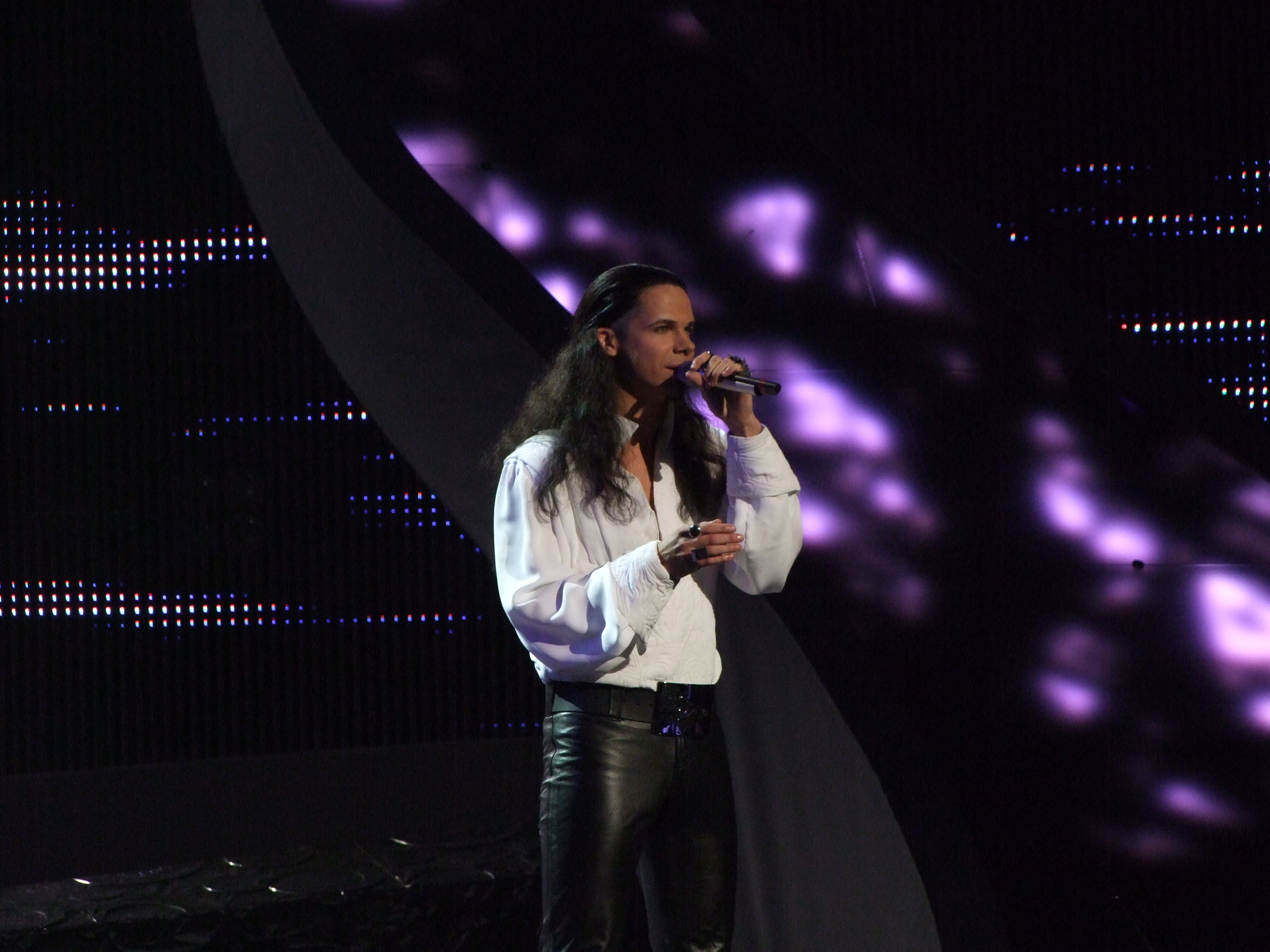
Яронімас Мілюс у Белграді (2008)
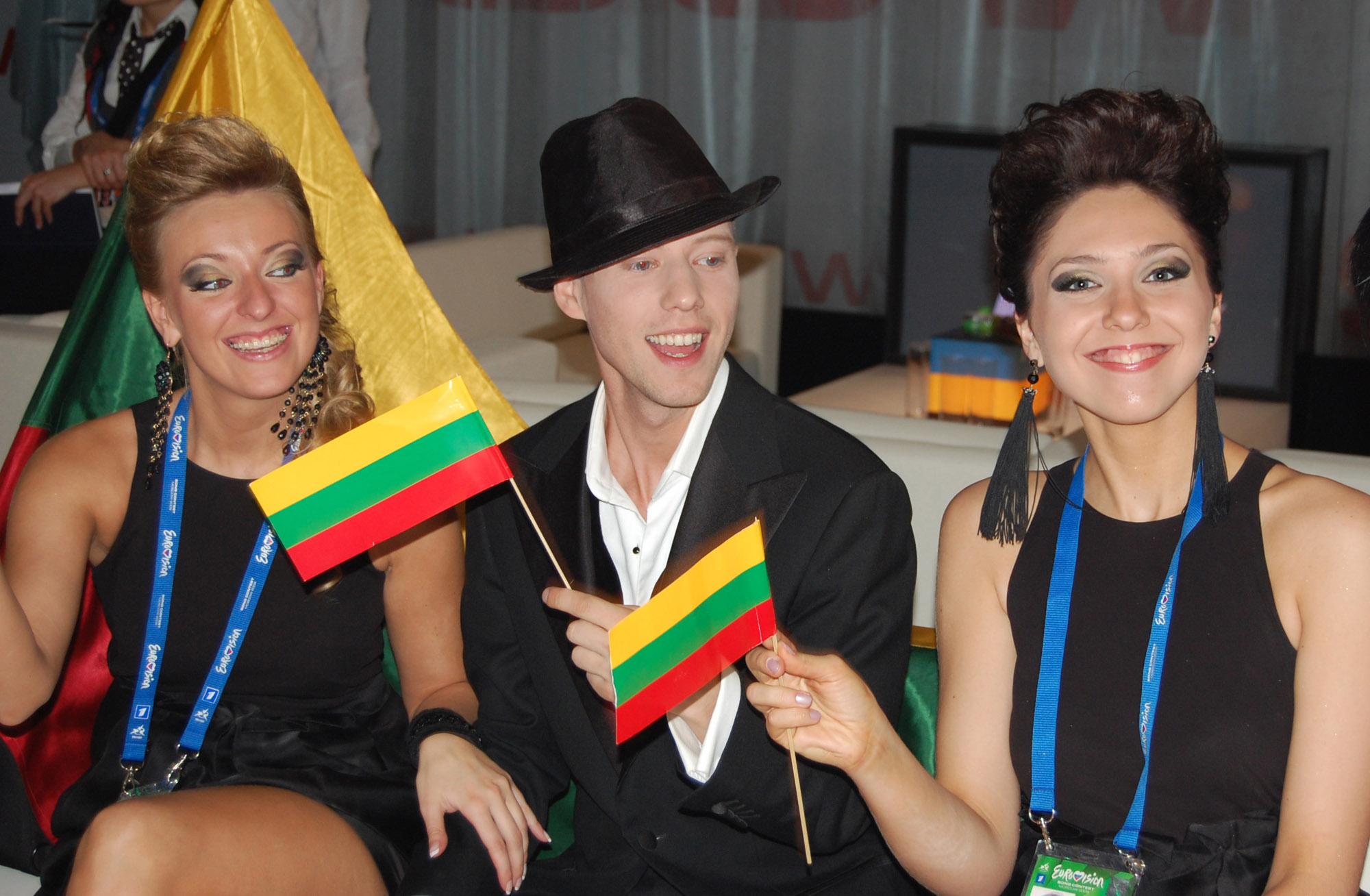
Саша Сон у Москві (2009)
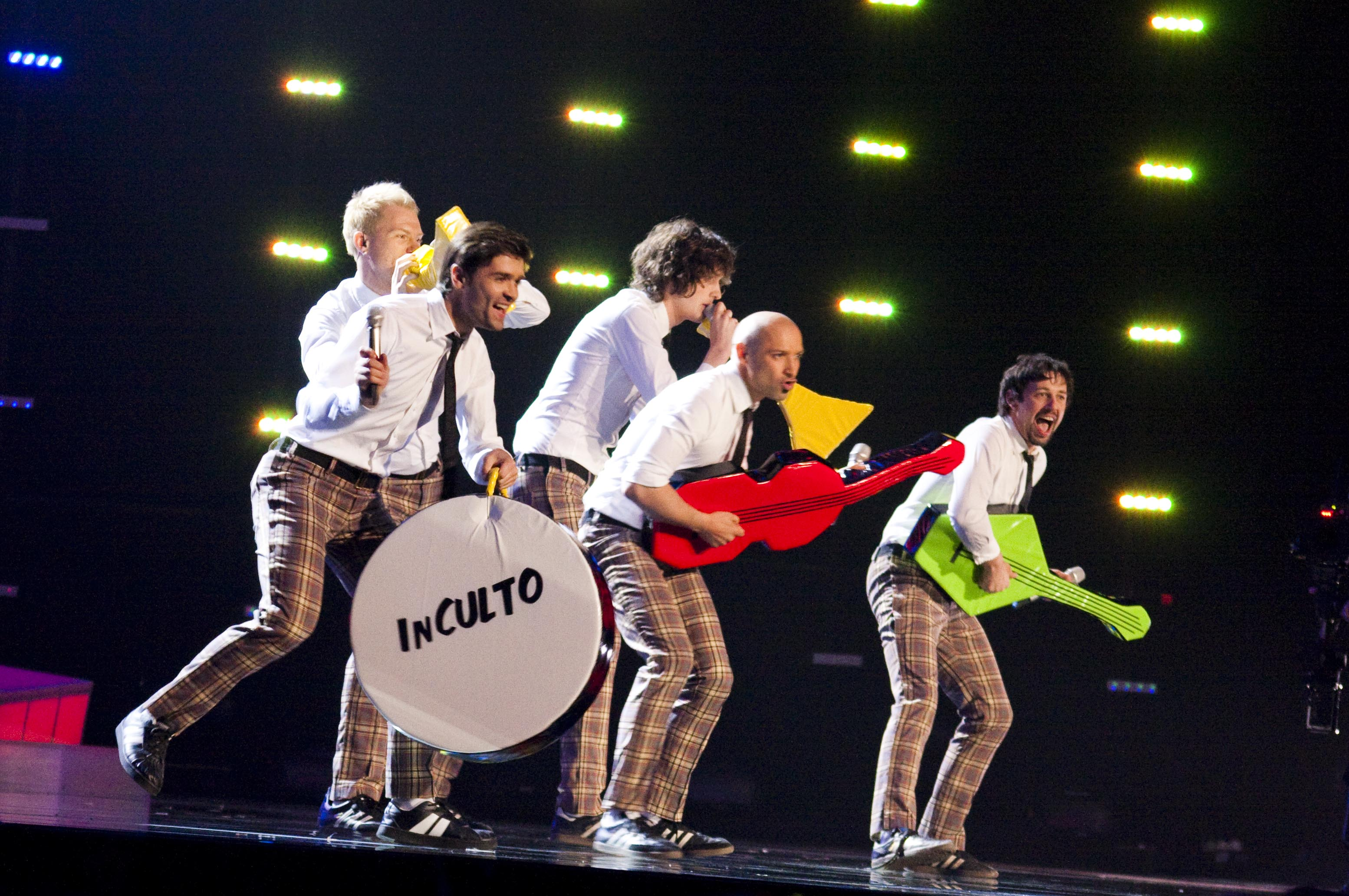
InCulto в Осло (2010)
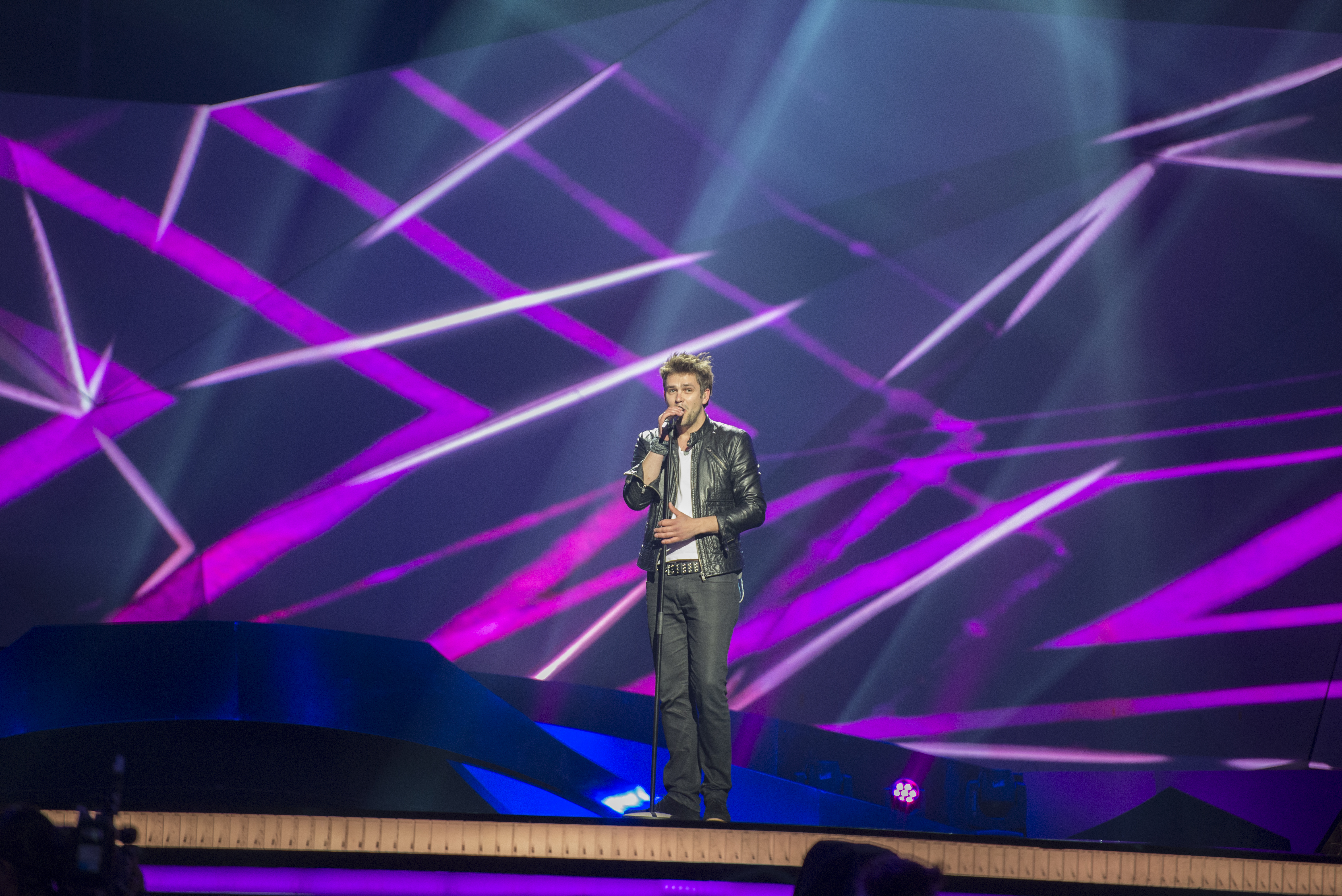
Андрюс Появіс в Мальме (2013)
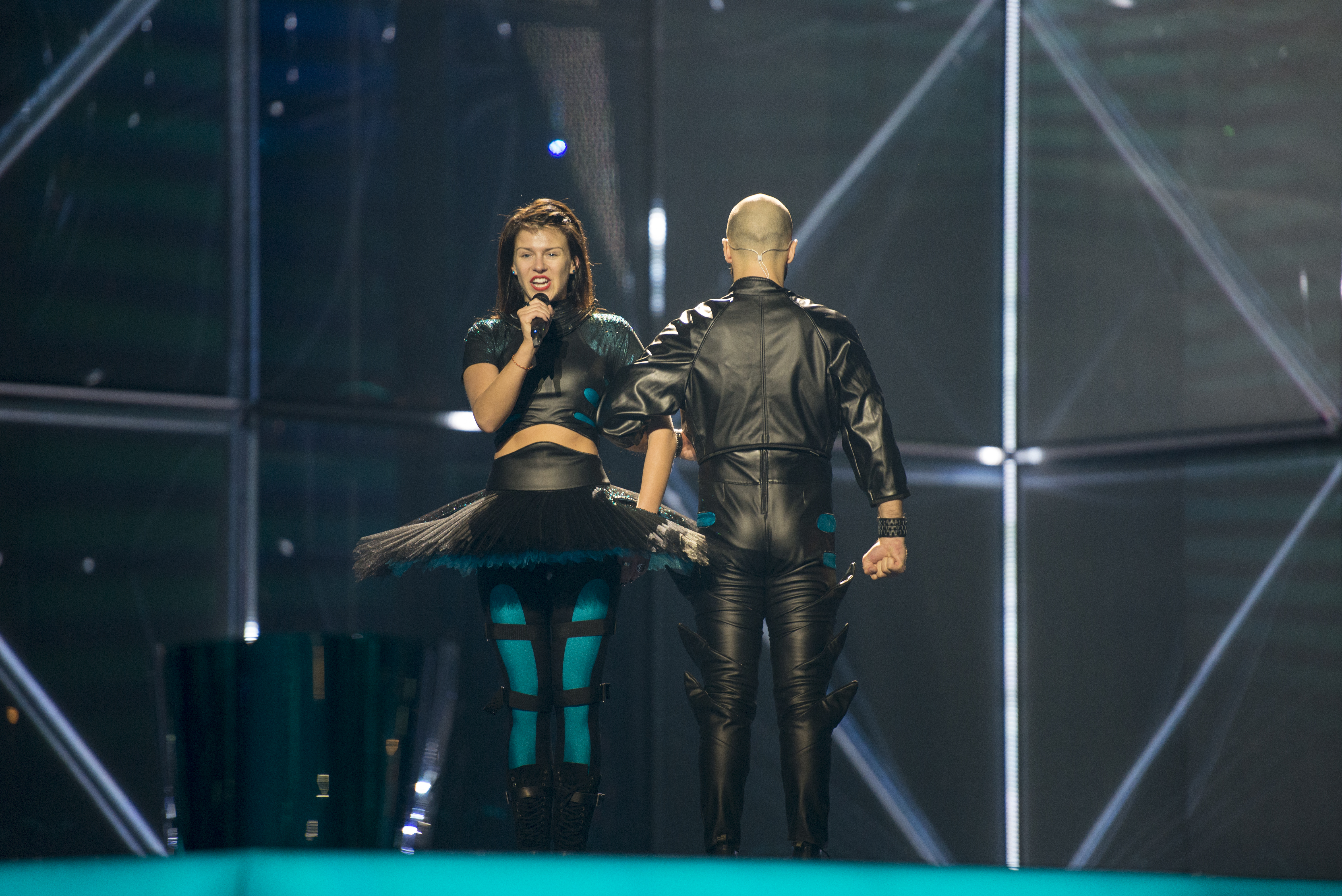
Вілія Матачюнайте у Копенгагені (2014)
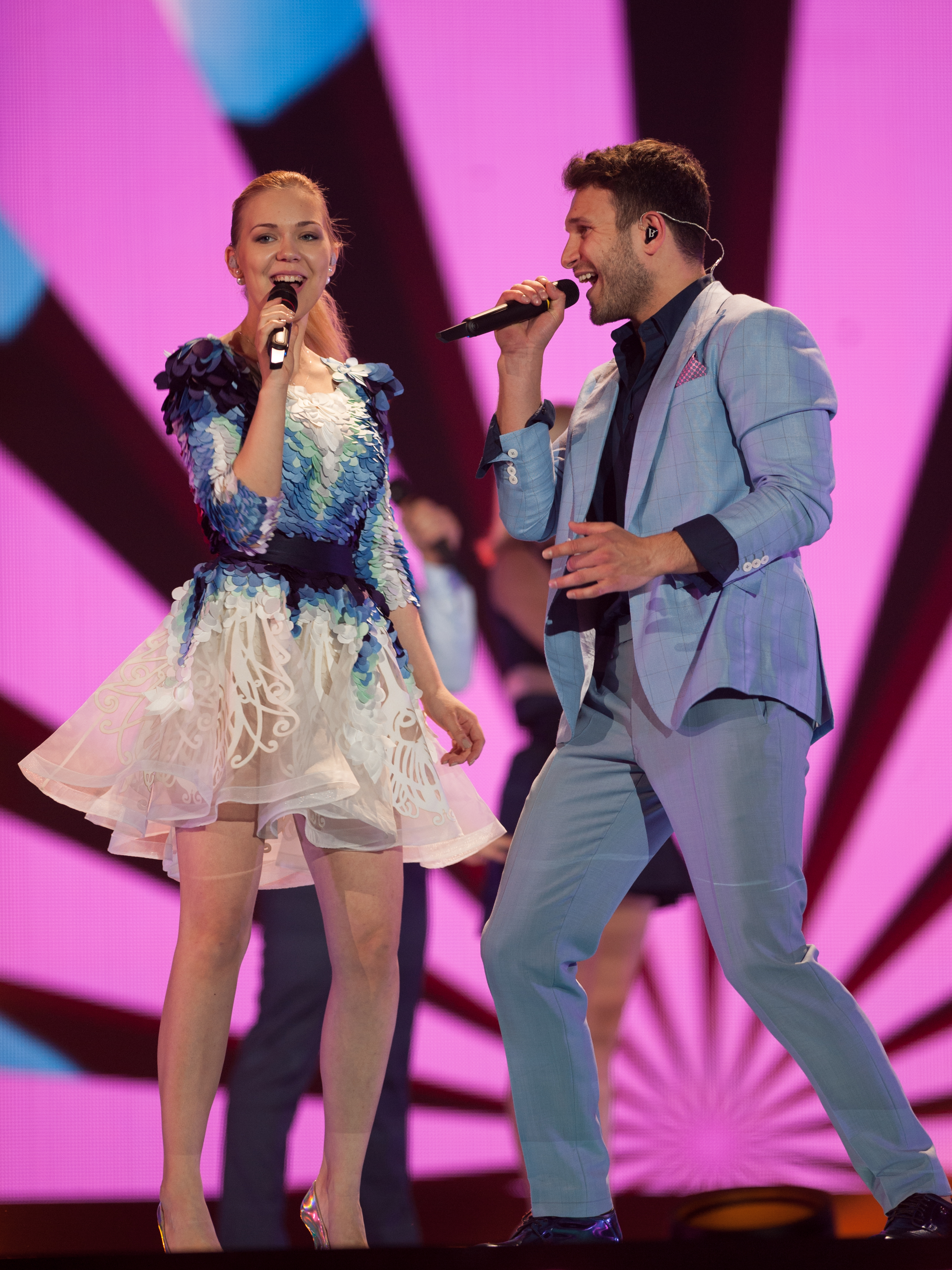
Моніка та Вайдас у Відні (2015)
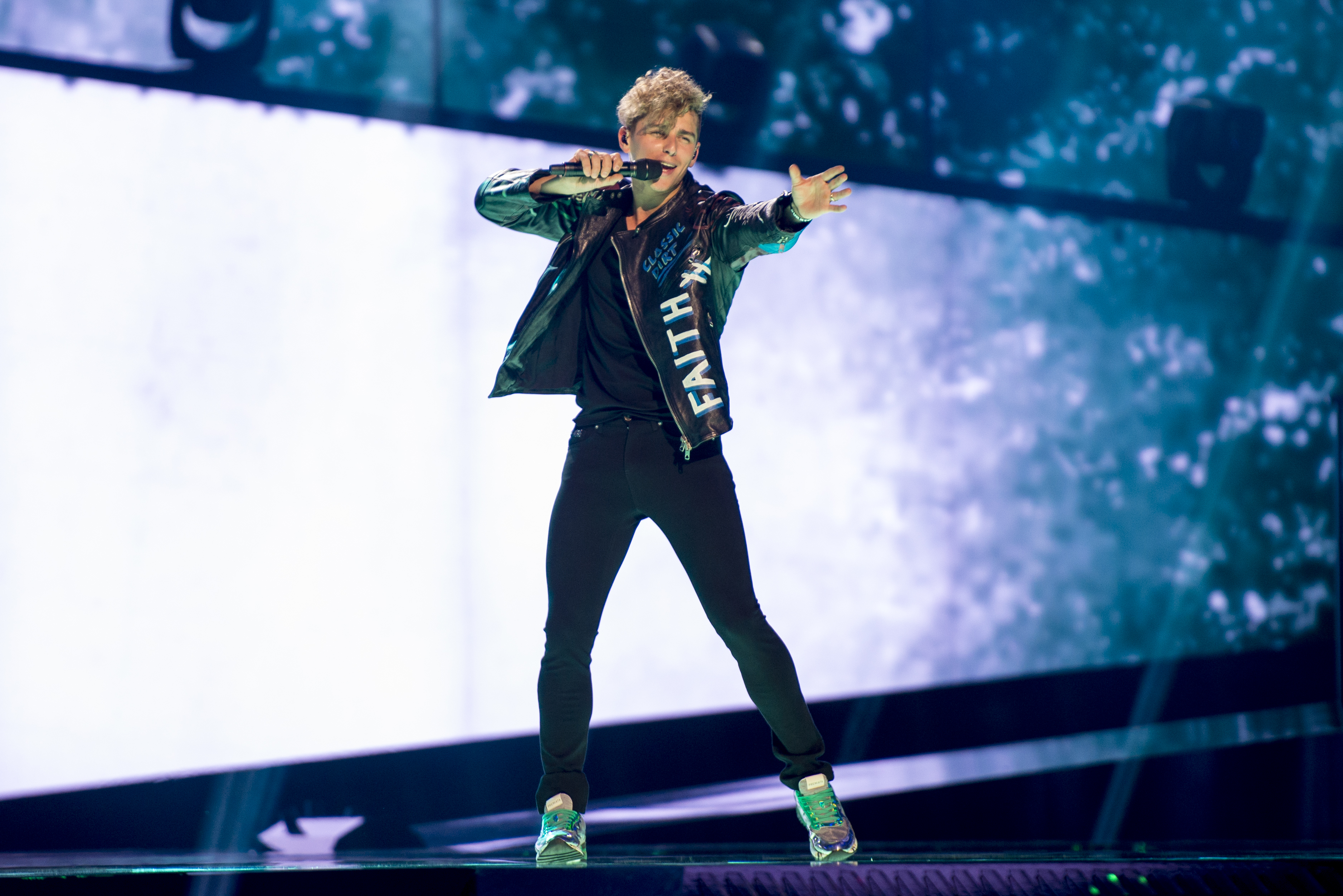
Донні Монтелл у Стокгольмі (2016)
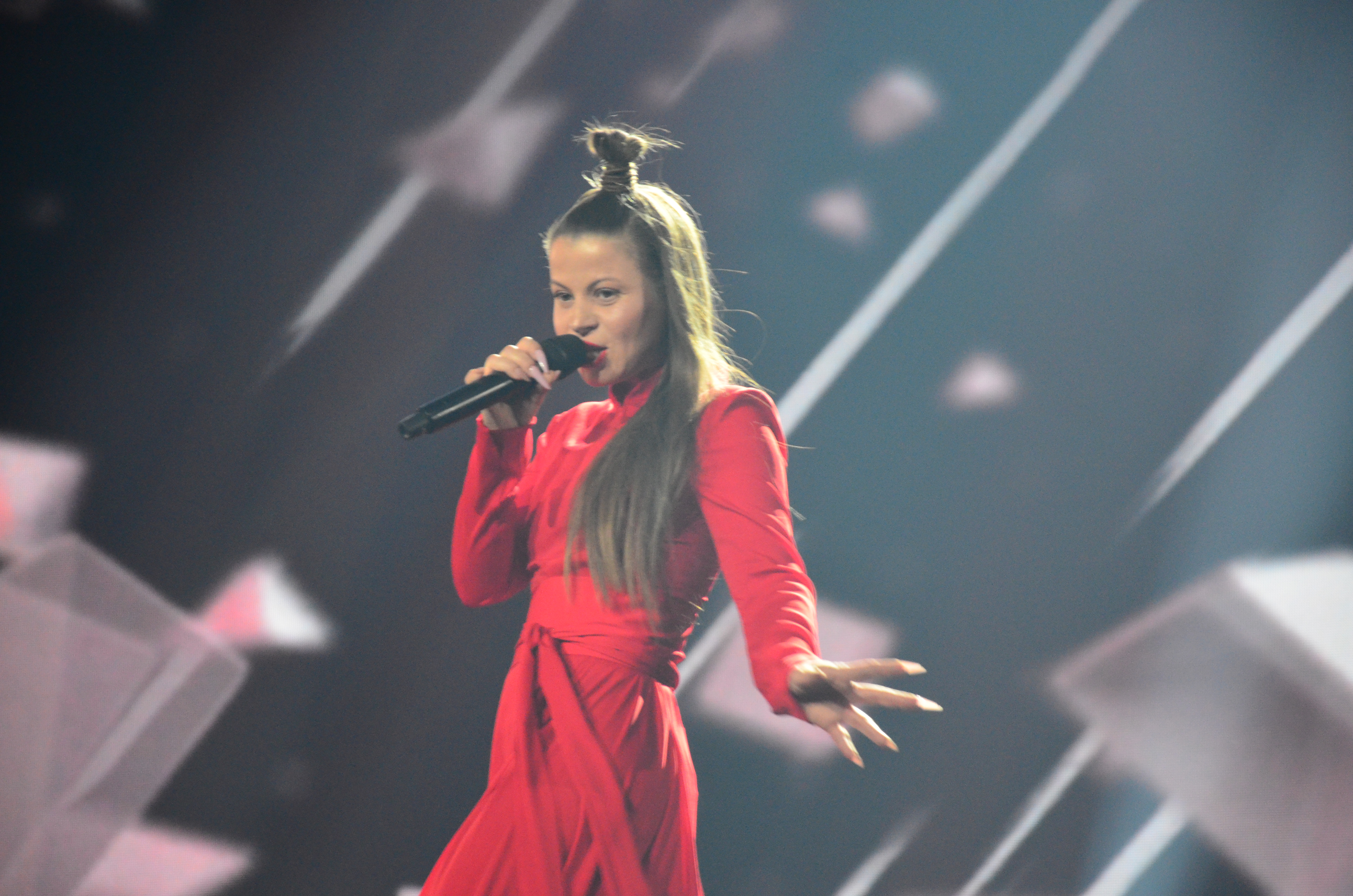
Fusedmarc у Києві (2017)
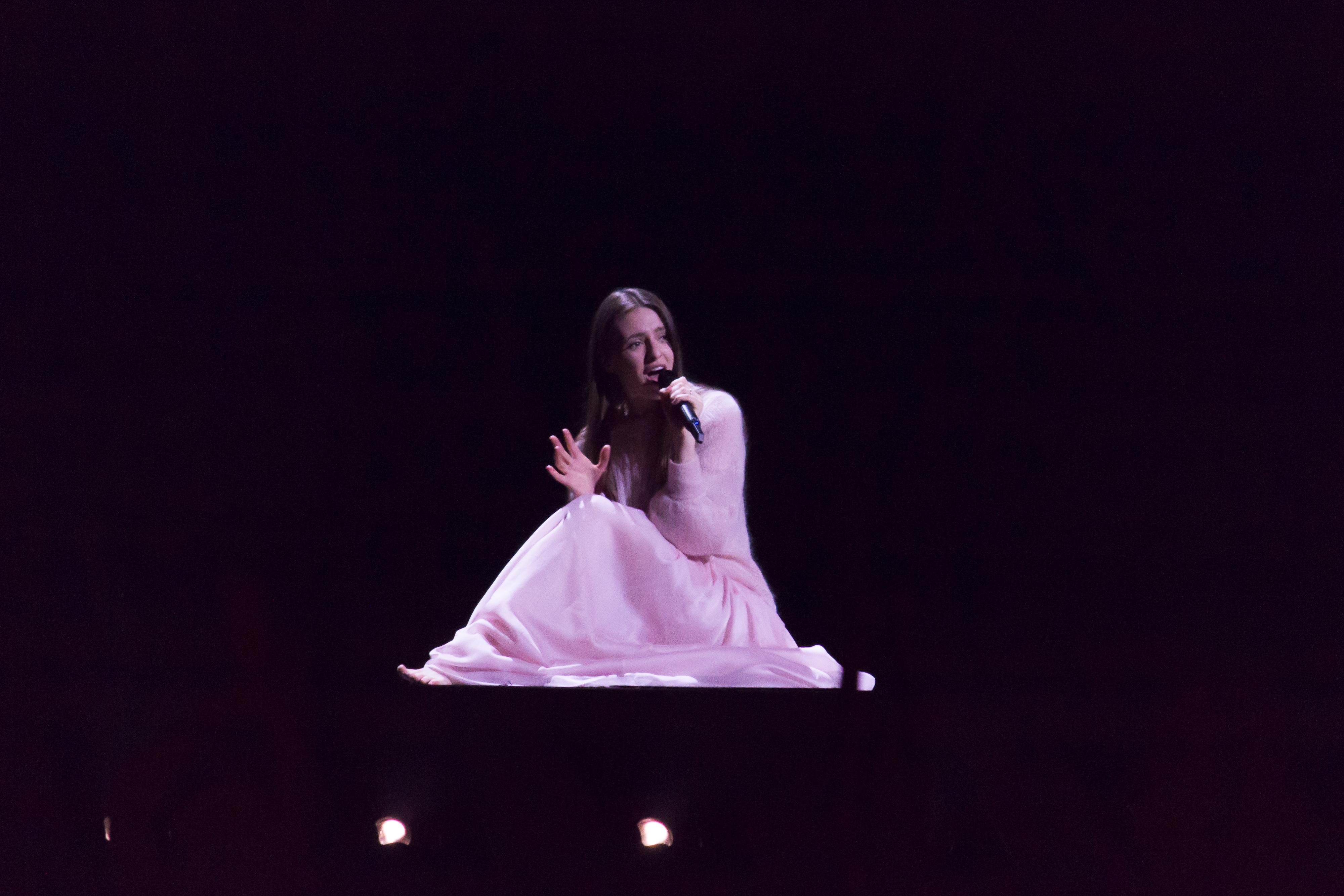
Єва Засімаускайте у Лісабоні (2018)
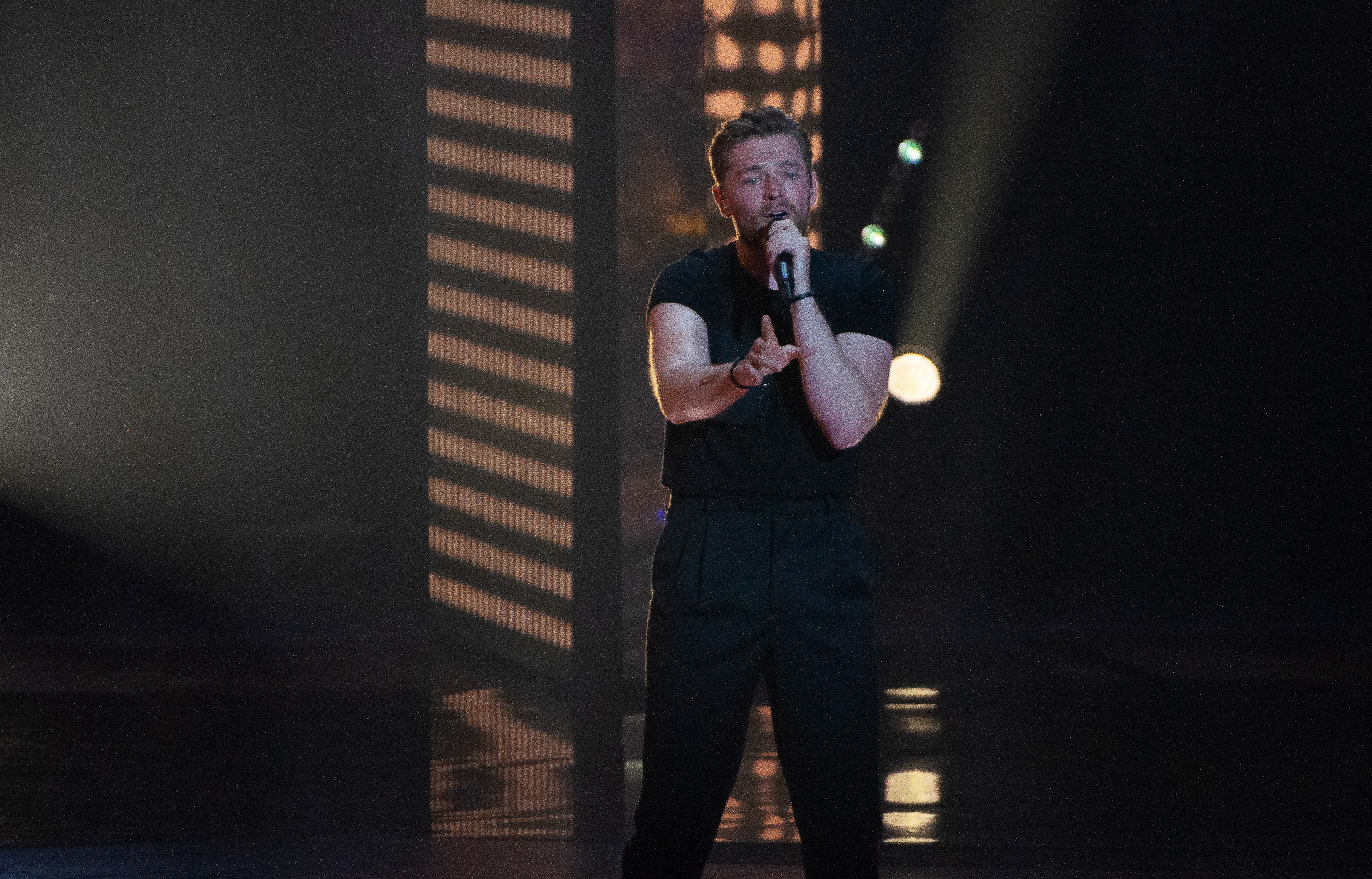
Юріюс Векленко у Тель-Авіві (2019)
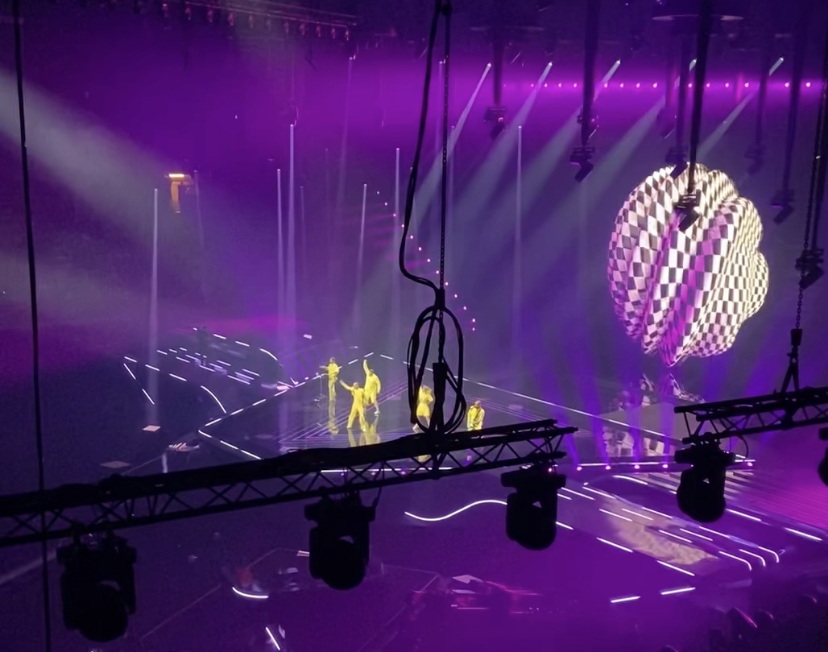
The Roop у Роттердамі (2021)
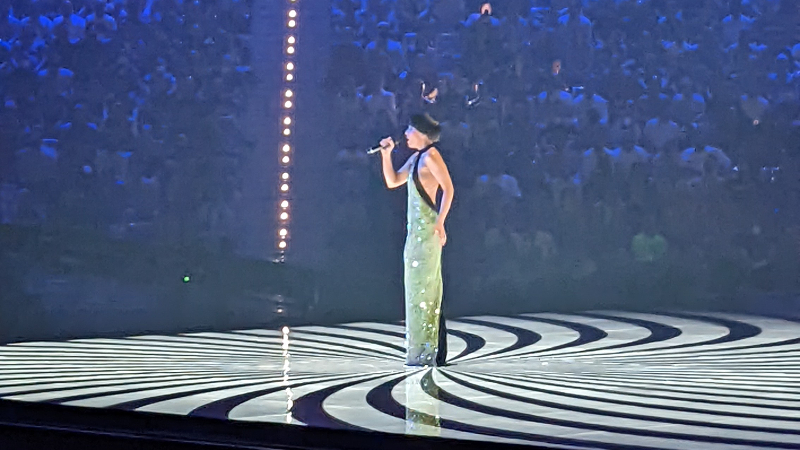
Моніка Лю у Турині (2022)
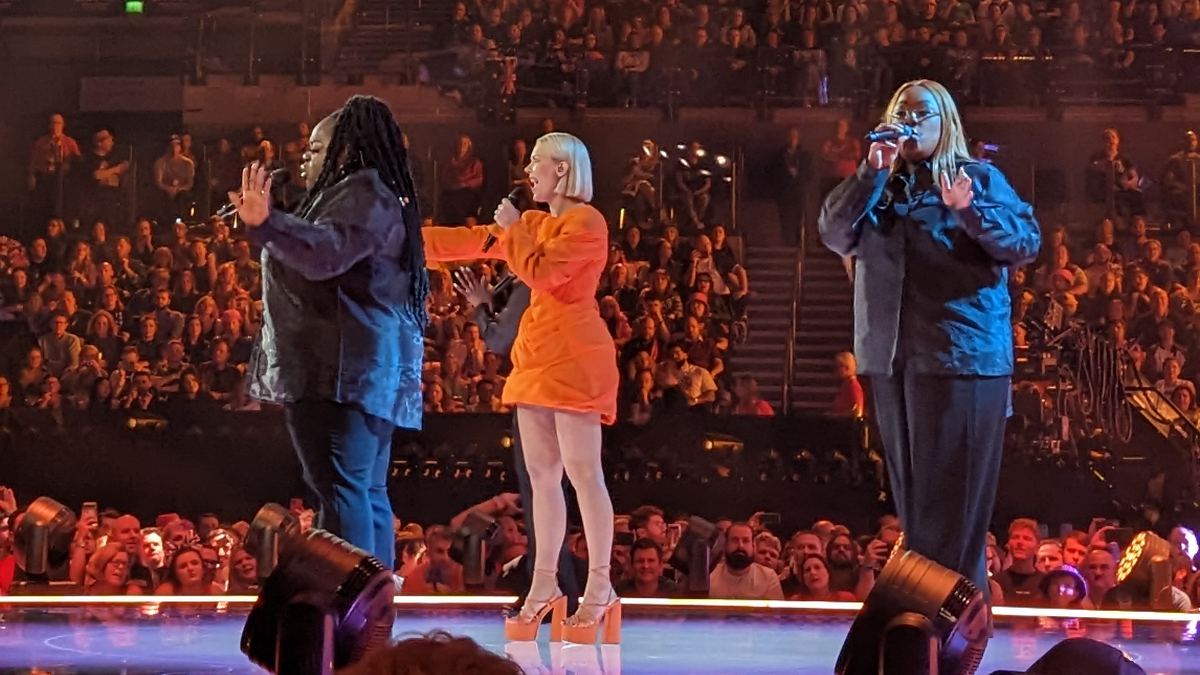
Моніка Лінкіте у Ліверпулі (2023)
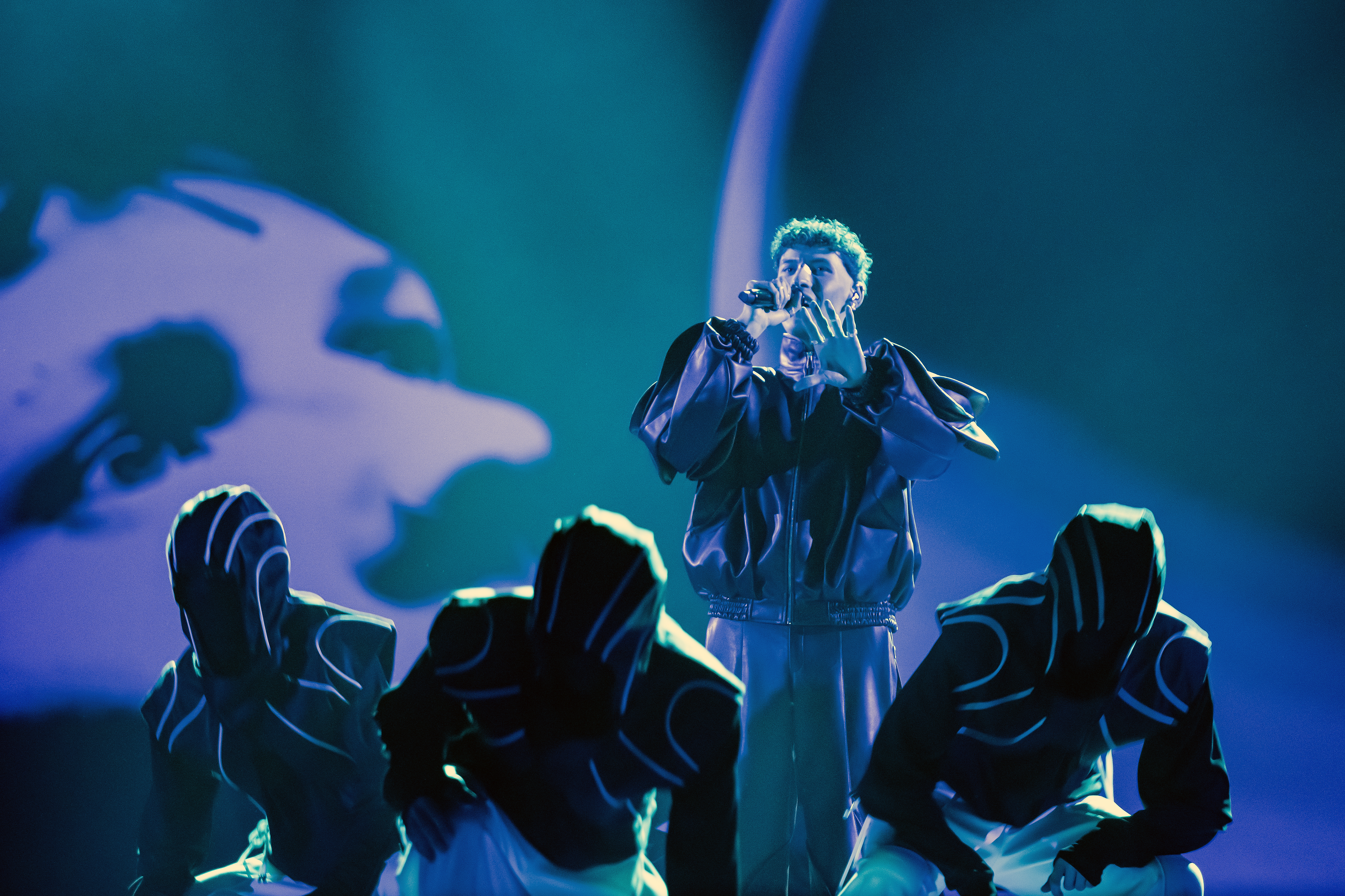
Silvester Belt в Мальме (2024)

## Статистика голосувань (1994–2024)
| №  | Дано        | Дано | Отримано        | Отримано |
| №  | Країни      | Бали | Країни          | Бали     |
| -- | ----------- | ---- | --------------- | -------- |
| 1  | Україна     | 156  | Латвія          | 144      |
| 2  | Швеція      | 137  | Ірландія        | 123      |
| 3  | Росія       | 129  | Велика Британія | 111      |
| 4  | Естонія     | 96   | Естонія         | 84       |
| 5  | Латвія      | 95   | Норвегія        | 76       |
| 6  | Франція     | 92   | Грузія          | 75       |
| 7  | Італія      | 83   | Україна         | 69       |
| 8  | Норвегія    | 74   | Данія           | 39       |
| 9  | Грузія      | 69   | Білорусь        | 36       |
| 10 | Азербайджан | 61   | Польща          | 36       |

## Цікаві факти
- Литва — єдина країна Балтії на сьогодні, яка не перемагала на Пісенному конкурсі «Євробачення» після перемоги Естонії у 2001 році та Латвії у 2002 році. Однак після введення півфінального раунду в 2004 році Литва має найбільшу кількість виступів у фіналі.

## Нотатки
1. ↑  Згідно з тодішніми правилами Євробачення, фінал складався зі співаків 24 країн. «Велика четвірка» та 10 країн, які посіли з 10 по 1 місце у фіналі минулого конкурсу, автоматично потрапляли до фіналу. Інші 10 країн потрапляють до фіналу з півфіналу. Якщо країна «Великої Четвірки» зайняла з 10 по 1 місце на минулорічному конкурсі, то з півфіналу до фіналу потрапляє 11 країн, і так далі (це залежить від кількості країн «Великої четвірки», які посіли з 10 по 1 місце у фіналі).
2. ↑  Містить повторювану фразу литовською.
3. ↑  Спочатку речником мав бути Андрюс Мамонтовас, але того року він був членом журі. Пізніше Мамонтовас оголосив результати литовського журі на конкурсі 2021 року.